# Hylaeus rhodesicus
Hylaeus rhodesicus is een vliesvleugelig insect uit de familie Colletidae. De wetenschappelijke naam van de soort is voor het eerst geldig gepubliceerd in 1942 door Cockerell.